# Leonardo Vanegas
Leonardo Fernando Vanegas Barcia (Cuenca, Azuay; 16 de julio de 1982) es un exfutbolista entrenador de fútbol ecuatoriano que jugó como lateral derecho.

## Trayectoria
Vanegas fue lateral derecho de las inferiores de Liga de Cuenca, Atlético Universitario y Gloria. Se retiró en 2004 y se convirtió en técnico de las categorías inferiores del Deportivo Cuenca.
En 2013 fue ayudante de Daniel Segarra en Estrella Roja, antes de ser nombrado director técnico del Círculo Cruz del Vado para la temporada 2015. En 2016 se hizo cargo del Club Deportivo Estudiantes, antes de reincorporarse al cuerpo técnico de Segarra en Gualaceo en 2020.
Vanegas se convirtió en entrenador de Gualaceo en julio de 2021, luego de que Segarra se fue, y llevó al club a su primer ascenso a la Serie A de Ecuador en noviembre. Posteriormente se mantuvo como entrenador para la campaña 2022.
El 18 de septiembre de 2023, renunció a Gualaceo. El 8 de noviembre reemplazó a Patricio Hurtado al frente de Cumbayá.

## Clubes

### Como futbolista
| Club                   | País    | Año  |
| ---------------------- | ------- | ---- |
| Liga de Cuenca         | Ecuador | 2002 |
| Atlético Universitario | Ecuador | 2003 |
| Gloria                 | Ecuador | 2004 |

### Como entrenador
| Club                        | País    | Año       |
| --------------------------- | ------- | --------- |
| Deportivo Cuenca (juventud) | Ecuador | 2004-2012 |
| Estrella Roja (asistente)   | Ecuador | 2013-2014 |
| Círculo Cruz del Vado       | Ecuador | 2015      |
| Estudiantes                 | Ecuador | 2016-2019 |
| Gualaceo (asistente)        | Ecuador | 2020-2021 |
| Gualaceo                    | Ecuador | 2021-2023 |